# Harald Pettersson (musiker)
Harald Pettersson, född 1954, död 2019, var en svensk musiker/folkmusiker
Harald Pettersson spelade vevlira, piano, dragspel samt folkmusikinstrument såsom säckpipor av olika slag (svensk och fransk), stråkharpa, sälgflöjt samt härjedalspipa. Pettersson arbetade med musiker och han spelade vevlira och även säckpipa på gruppen Nordmans studioskivor under 90-talet. Han spelade även med Lure, Raun, Johan Hedin, Alban Faust, Anders Rosén med flera. Han arbetade även som teatermusiker på Dramaten samt medverkatdesom musiker på ett flertal skivor, bland andra med den egna gruppen Lure. Pettersson gick bort i cancer 2019. Han fick tre döttrar och en son.

## Teater

### Roller
- 1990 – Spelman i Amorina av Carl Jonas Love Almqvist, regi Peter Stormare, Dramaten